# پایگاه هوایی کاسومینومه
پایگاه هوایی کاسومینومه (به انگلیسی: Kasuminome Air Field) یک فرودگاه نظامی است . این فرودگاه در شهر سندای کشور ژاپن قرار دارد .